# Lithacodia mabillei
Lithacodia mabillei là một loài bướm đêm trong họ Noctuidae.